# Pterocryptis furnessi
Pterocryptis furnessi är en fiskart som först beskrevs av Fowler, 1905.  Pterocryptis furnessi ingår i släktet Pterocryptis och familjen malfiskar. IUCN kategoriserar arten globalt som otillräckligt studerad. Inga underarter finns listade i Catalogue of Life.